# موشنا
موشنا هي قرية تقع في إقليم ياش في رومانيا وبلغ عدد سكانها 1,973 نسمة في عام 2002م.